# Фізична підготовка
Фізи́чна підгото́вка — один з предметів бойової підготовки, важливою і невід'ємною частиною військового навчання і виховання особового складу Збройних сил країн.
|                                                |  |  |
| Від малого до великого тренуються у спортзалі. |  |  |

За мету фізичної підготовки ставиться забезпечити фізичну готовність військовослужбовців до діяльності в бойових умовах, до оволодіння зброєю і бойовою технікою та ефективного їх використання, до перенесення фізичних навантажень, нервово-психічних напружень в екстремальних ситуаціях, а також сприяти вирішенню завдань навчання і виховання.
Як правило, завданнями фізичної підготовки є:
- розвиток і постійне вдосконалення витривалості, сили, швидкості і спритності;
- оволодіння навичками в пересуванні по пересічений місцевість в пішому порядку i на лижах, подоланні перешкод, рукопашному бою,
- військово-прикладному плаванню;
- покращання фізичного розвитку, зміцнення здоров'я і підвищення стійкості організму до дії несприятливих факторів військово-професійної діяльності.

Основним засобом фізичної підготовки є фізичні вправи.

Тренування рівноваги
Модель Briana Teresi, тренування
Вдосконалення плечових м'язів
Вправа в боротьбі Крав мага
Підтягування на одній руці

Фізична підготовка проводиться в таких формах: навчальні заняття, ранкова фізична зарядка, спортивно-масова робота, фізичне тренування в процесі навчально-бойової діяльності, самостійна підготовка.